# کیچیتارو نگیشی
کیچیتارو نگیشی (به ژاپنی: 根岸吉太郎، Kichitaro Negishi) (زادهٔ ۲۴ اوت ۱۹۵۰) کارگردان اهل ژاپن است که در سومین جشنواره فیلم یوکوهاما برندهٔ جایزهٔ بهترین کارگردان شد. وی از دانشگاه واسدا فارغ‌التحصیل شده‌است.